# Delahaye Type 110
Der Delahaye Type 110 ist ein Pkw-Modell aus den 1930er Jahren. Hersteller war Automobiles Delahaye in Frankreich.

## Beschreibung
Das Fahrzeug wurde 1930 auf dem Pariser Autosalon präsentiert und bis 1931 hergestellt.
Der Vierzylinder-Ottomotor war in Frankreich mit 12 CV eingestuft. Er hat 79,4 mm Bohrung, 110 mm Hub, 2179 cm³ Hubraum und leistet 45 PS. Er ist vorn im Fahrgestell eingebaut und treibt die Hinterachse an.
Der Radstand beträgt 311 cm. Bekannt sind die Karosseriebauformen Tourenwagen, Limousine und Pick-up sowie Landaulet.
Insgesamt entstanden 300 Fahrzeuge. Als Grund für die Produktionseinstellung ist das Ende der Zusammenarbeit mit Chenard & Walcker angegeben.
Ein in der Restauration befindliches Fahrzeug ist im Museum L’Estanco in Serres.